# Gustavo Posse
Ángel Gustavo Posse  (Beccar, 27 de julio de 1962) es un abogado y político argentino, Se desempeñó como Diputado Provincial entre 1995 y 1999 e intendente del partido de San Isidro, en la Zona Norte del Gran Buenos Aires entre 1999 y 2023, dónde fue elegido para el cargo en las elecciones generales del 24 de octubre de 1999 y reelecto de forma consecutiva en 2003, 2007, 2011, 2015 y 2019.

## Biografía
Durante las intendencias de su padre, Melchor Posse, Gustavo Posse desempeñó diferentes cargos: Subsecretario de Coordinación, Subsecretario de Desarrollo Comunitario y Acción Social, Secretario de Desarrollo Comunitario y Acción Social. Tras tres periodos consecutivos de su padre fue designado sucesor. Tanto él como su padre han sido descriptos como la "Dinastía radical" de San Isidro, ya que Melchor Posse llegó a la intendencia con solo 25 años y ocupó el cargo de intendente durante 16 años, pero antes de dejarlo acordó con los gestores de la Alianza que el candidato fuera su hijo, Gustavo Posse, quien se desempañaba como diputado provincial desde 1995. e incluso varios lo compararon con el gobernador de Formosa Gildo Insfrán y pese a su pertenencia radical  muchas veces reivindico a Néstor Kirchner.

### Intendente de San Isidro
En 1999 fue candidato por el Frente por San Isidro, electo como intendente, cargo que asumió el 10 de diciembre, con 37 años. En las elecciones se impuso, entre otros, a Hugo Franco y Donald McCluskey. Fue reelecto en 2003 bajo el partido Acción Vecinal "San Isidro es Distinto". Se presentó a un tercer gobierno en las elecciones del 2007 e inició el cuarto gobierno en 2011. Fue reelecto dos veces más, en 2015 y 2019. 
En abril de 2009, Posse decidió la construcción de un muro que separase la zona residencial de la Horqueta, perteneciente a San Isidro y el barrio Villa Jardín, sector de población obrera de San Fernando, con el fin de combatir la inseguridad. Esta pared, que nunca llegó a terminarse, se levantaba en la calle Uruguay cerca de la ruta Panamericana, a lo largo de dieciséis cuadras, entre la calle Carlos Tejedor y la avenida Blanco Encalada, con el supuesto objetivo de evitar el ingreso de delincuentes a la zona.
En 2011 fue reelecto para la intendencia de San Isidro con el 44,21% de los votos del partido "Unión para el desarrollo social". El 25 de octubre de 2015 ganó por 55% a sus opositores Santiago Cafiero (FPV), Marcos Hilding Ohlsson (CVxSI) y Marcela Durrieu (UNA), fue reelecto intendente de San Isidro. El 11 de agosto de 2019 ganó las PASO en el Partido de San Isidro con el 40% representado a la coalición Juntos por el Cambio y en las generales del 27 de octubre fue elegido por sexta vez como intendente con el 47,82 % de los votos superando a Federico Gelay (Frente de Todos). El 10 de diciembre de 2023, finalizó su mandato como intendente de San Isidro después de 24 años, siendo sucedido por Ramón Lanús.
En su gestión puso en marcha iniciativas como la Oficina Municipal de Información al Consumidor (OMIC), la Dirección de la Mujer, Infojoven, el Instituto de Formación Superior, la apertura del Hospital Central de San Isidro que en sus 19.000 metros cuadrados cuenta con la más moderna tecnología y el Centro de Desarrollo Infantil y de Estimulación Temprana.

#### Diputados y Senadores Provinciales Possistas
En 2012 los diputados provinciales que respondían al liderazgo del intendente Gustavo Posse, Walter Carusso, Aldo Mensi y Roberto Filpo junto a los legisladores Alfonsinistas (Alejandro Armendariz, Jorge Silvestre y Liliana Denot) partieron el bloque de la UCR tras no estar de acuerdo con que Ricardo Jano (cercano a Leopoldo Moreau) se negara a dejar la conducción del bloque. En 2015, Fernando Pérez, diputado provincial desde 2013, asumió como secretario de Gobierno de Quilmes sin renunciar a su banca, al final decidió continuar como diputado.
Walter Carusso y Fernando Pérez son los dos diputados provinciales que tiene Gustavo Posse.
Roberto Costa senador provincial desde 2009, presidió desde el 28 de marzo de 2015 el bloque Cambiemos

#### Cambio federal (2019-actualidad)
El 9 de diciembre los legisladores provinciales Guillermo Bardón, Martín Domínguez Yelpo (responden a Emilio Monzó) y Walter Carusso y Fernando Pérez (responden a Posse) anunciaron su salida de Cambiemos para conformar un nuevo bloque, Cambio Federal. Diez días después otra diputada provincial, María Elena Torresi, abandonó el bloque de Cambiemos y se sumó a Cambio Federal; el bloque pasó a tener cinco diputados.
“Nada modifica mi inquebrantable pertenencia y cuidado de este espacio donde nos ubicó el voto de la gente, que es Cambiemos. Ratifico que el radicalismo debe ser respetado y tener personalidad”, aseguró Posse.
| Bloque Cambio Federal             | Bloque Cambio Federal | Bloque Cambio Federal    | Bloque Cambio Federal | Bloque Cambio Federal | Bloque Cambio Federal |
| --------------------------------- | --------------------- | ------------------------ | --------------------- | --------------------- | --------------------- |
| Bloque                            | Bloque                | Diputado                 | Inicio                | Final                 |                       |
|                                   | Cambio Federal (5)    | Guillermo Bardón (Monzó) | 10/12/2017            | 10/12/2021            |                       |
| Martín Domínguez Yelpo (Monzó)    | Cambio Federal (5)    | 10/12/2019               | 10/12/2023            |                       |                       |
| Walter Carusso Pte Bloque (Posse) | Cambio Federal (5)    | 10/12/2011               | 10/12/2023            |                       |                       |
| Fernando Pérez (Posse)            | Cambio Federal (5)    | 10/12/2013               | 10/12/2021            |                       |                       |
| María Elena Torresi               | Cambio Federal (5)    | 10/12/2017               | 10/12/2021            |                       |                       |

#### Posse busca presidir el radicalismo bonaerense 2020 y Delegado al Comité Nacional (2022)
El exdiputado nacional y exvicepresidente segundo del comité Nacional (2017-2019), Federico Storani anunció que apoyaría a Posse en la posible interna para presidir el Comité Provincial de Buenos Aires que tendría que enfrentarse con el sector que lidera Daniel Salvador.También se mencionó que el senador nacional Martín Lousteau estaría interesado en el armado de la alianza con Gustavo Posse.
El 4 de septiembre se lanzó como presidente del Comité Provincia, con el apoyo de Federico Storani, Martin Lousteau,Juan Manuel Casella y diferentes grupos internos bonaerenses. Enfrentaría a la fórmula oficialista Maximiliano Abad-Erica Revilla. Su candidata a vicepresidente es Danya Tavela, vicerrectora de la Universidad Nacional del Noroeste de la provincia (Unnoba). La interna resultó 51,5% contra 48,5% a favor del oficialista Abad.
En octubre de 2022, Abad logró una lista de unidad para evitar las elecciones internas de noviembre y continuar como presidente del radicalismo bonaerense, Posse encabezaría la lista a delegados al Comité Nacional, a pesar de la lista de unidad Posse hizo saber que buscaría la Gobernación en 2023.

#### Candidato a Diputado Nacional en las PASO 2021
Después de haber perdido la interna para la presidencia del Comité Provincia del radicalismo bonaerense, Posse aseguró meses después que presentaría lista propia para las Primarias dentro de Juntos por el Cambio integrada solo por radicales ya que no estaba de acuerdo de que Facundo Manes encabezara boleta y del que el Pro llevara como candidato a encabezar boleta al vicejefe porteño Diego Santilli ya que no tiene nada que ver.
En julio, Posse bajó su lista de diputados, dejando así que compitieran las de Manes y Santilli.

### Otras candidaturas
A principios de marzo de 2013, se oficializó su presentación para diputado por la provincia de Buenos Aires para las elecciones internas abiertas de agosto. El 28 de marzo de 2013 ante la pregunta sobre su posible acercamiento al partido liderado por Mauricio Macri, PRO, Posse señaló que trabajan en la conformación de “un frente fuerte y abarcador” que incluyera a sectores del peronismo y otras fuerzas para plantear una alternativa al kirchnerismo. Al final, no fue candidato y apoyó, sin candidatura alguna, la postulación de Sergio Massa y el Frente Renovador.
Desde 2014, Posse aseguró que sería candidato a gobernador pero no lo cumplió. En las PASO de agosto de 2015 se impuso en la general con cerca del 35% de los votos y venció a su rival en la interna del Frente Cambiemos, Guillermo Montenegro, que obtuvo casi un 21%. [cita requerida]

### Reconocimientos
En 2001, 2003, 2005, 2006, 2007, 2008, 2009 y 2010, Posse resultó ganador del concurso cibernético como mejor intendente, tras la realización de un certamen de Internet impulsado por la revista “Comunas del País”. En 2014 fue homenajeado en la Cámara de Diputados de la Nación por su trayectoria y mérito.

### Controversias
Tanto él como su padre sido descriptos como la "Dinastía radical" de San Isidro, ya que Melchor Posse llegó a la intendencia con solo 25 años y ocupó el cargo de intendente durante dieciséis, pero antes de dejarlo acordó con los gestores de la Alianza que el candidato fuera su hijo, Gustavo Posse.
En 2011 fue imputado por el desvío de fondos, tras más de nueve años de haber comenzado con el Plan Federal de Viviendas, mediante el cual Posee recibió 410 millones de pesos para ejecutar 3.246 casas, aunque solo construyó un tercio. Los vínculos del exsubsecretario de Obras Públicas con firmas encargadas de realizar las obras y un holding de empresas. La Justicia Federal realizó una investigación preliminar para determinar si existieron culpabilidades y complicidades entre Posse y funcionarios de su Ejecutivo.
En 2015, el fiscal federal Jorge Di Lello impulsó la misma denuncia contra el intendente por esas supuestas irregularidades en la administración de los fondos del Plan Federal de Viviendas para urbanizar asentamientos. La Justicia solicitó un peritaje en los barrios  "La Cava", "Boulogne" y "Uruguay" para establecer si se cumplió con el Plan Federal de Viviendas con fondos aportados por la Nación, la fiscalía pidió determinar si se hicieron las obras, en que fechas y si hubo "algún perjuicio económico" para el Estado Nacional. Gustavo Posse, su antecesor y padre, Melchor Posse, y varias empresas integrantes del consorcio para la privatización del hospital Central de San Isidro fueron denunciados por la presunta comisión de delitos de acción pública ante la justicia federal de San Isidro.
Él ha sido acusado de persecución; se ha denunciado la utilización de patotas o fuerzas de choque contra opositores y de agredir a través de su policía comunal a jóvenes que hacían campaña para otros partidos. En 2018, el programa "Periodismo Para Todos", conducido por Jorge Lanata en Canal 13, lo acusó de corrupción por supuestas irregularidades en la implementación del Plan Federal de Viviendas en el barrio Martín y Omar. Catalina Riganti, concejal de ConVocación por San Isidro quien apareció en el informe televisivo, dijo que sufrió un asalto en su casa dos días después del programa. Según publicó Tiempo Argentino, solo se había completado un 17% de las obras a pesar de que las empresas habrían cobrado el 100% de los trabajos, lo que ocasionó denuncias judiciales.

## Trayectoria como automovilista
A la par de su carrera política, ha sido piloto de automovilismo de velocidad, participó en categorías como el Top Race Junior, el Top Race V6 o la divisional TC Mouras de la Asociación Corredores de Turismo Carretera. Tras su retiro, continuó apoyando la carrera deportiva de distintos pilotos, entre ellos Matías Rodríguez, piloto de Turismo Carretera y de Top Race.
| Temporada | Categoría                             | Equipo               | Coche               | Carreras | Victorias | Podios | Poles | VR | Puntos | Pos. |
| --------- | ------------------------------------- | -------------------- | ------------------- | -------- | --------- | ------ | ----- | -- | ------ | ---- |
| 2005      | TC Mouras                             |                      | Ford Falcon         | 5        | 0         | 0      | 0     | 0  | 14.50  | 34.º |
| 2006      | TC Mouras                             |                      | Ford Falcon         | 10       | 0         | 0      | 0     | 0  | 29.00  | 23.º |
| 2007      | TC Mouras                             | Pianetto Competición | Torino Cherokee     | 11       | 0         | 0      | 0     | 0  | 30.00  | 35.º |
| 2007      | Top Race Junior                       | Vitelli Competición  | Chevrolet Vectra II | 4        | 0         | 0      | 0     | 0  | 13.00  | 18.º |
| 2008      | TC Mouras                             | Pianetto Competición | Torino Cherokee     | 12       | 0         | 0      | 0     | 0  | 40.00  | 28.º |
| 2008      | Top Race Junior                       | Vitelli Competición  | Chevrolet Vectra II | 7        | 0         | 0      | 0     | 0  | 8.00   | 29.º |
| 2009      | TC Mouras                             | Pianetto Competición | Torino Cherokee     | 12       | 0         | 0      | 0     | 0  | 41.50  | 28.º |
| 2009      | Top Race Junior                       | Vitelli Competición  | Chevrolet Vectra II | 2        | 0         | 0      | 0     | 0  | 4.00   | 40.º |
| 2009      | Carrera de la Historia de Top Race V6 | Vitelli Competición  | Ford Mondeo II      | 1        | 0         | 0      | 0     | 0  | 0.00   | Inv. |
| 2010      | TC Mouras                             | Pianetto Competición | Chevrolet Chevy     | 7        | 0         | 0      | 0     | 0  | 46.75  | 27.º |
| 2011      | TC Mouras                             | Pianetto Competición | Chevrolet Chevy     | 11       | 0         | 0      | 0     | 0  | 46.75  | 19.º |
| 2012      | Top Race Series                       | ABH Sport            | Ford Mondeo III     | 2        | 0         | 0      | 0     | 0  | 6.00   | 32.º |
| Fuente:*  |                                       |                      |                     |          |           |        |       |    |        |      |